# آرامگاه سیاهپوش
بقعه سیاهپوش مربوط به دوره قاجار است و در شوشتر، خیابان طالقانی، پشت پاساژ هدیه زاده واقع شده و این اثر در تاریخ ۹ اردیبهشت ۱۳۸۲ با شمارهٔ ثبت ۸۳۶۵ به‌عنوان یکی از آثار ملی ایران به ثبت رسیده است.